# 塩谷親朝
塩谷 親朝（しおのや ちかとも）は、鎌倉時代の下野国塩谷郡の領主。

## 概要
宇都宮氏一門である藤姓塩谷氏の二代目。塩谷朝業の嫡男として生まれ、家督相続に直接触れる文献は無いが、父朝業が承久2年（1220年）2月に出家しているので、この時に家督を継いだものと推測されている。
親朝は、鎌倉幕府の御家人として活躍するが、延応2年（1240年）3月12日には、番衛不参という失態のため、出仕を停止されている。しかし、3年後の寛元元年（1243年）7月17日には、時の将軍九条頼経の臨時の出御の供奉人に結番されている。建長2年（1250年）3月1日、閑院内裏造営のための閑院殿造営役として西屋の造営を命じられるが、同年10月14日に鎌倉にて57歳で没する。この閑院内裏造営の時、親朝は「周防前司入道」と名が記されており、この事から、この時にはすでに親朝は隠居の身であったと考えられている。また、この没年月日は吾妻鏡にも同じく記されており、秋田塩谷系譜の正確さを示す根拠の一例となっている。
鎌倉にて57歳で没。戒名は涼雲松誉大禅定門。塩谷氏の菩提寺である長興寺に葬られる。

## 歌人・塩谷親朝女
宇都宮氏の一族の和歌を多く載せる『新和歌集』（正元元年（1259年）頃成立）を見ると、塩谷親朝女（むすめ）の歌が5首も入っており、女性歌人の中では三番目に多く、東国では有力な女性歌人であった。この親朝女は、秋田塩谷系譜に記される親朝の娘である笠間長門守朝景の正室と考えられており、夫の朝景は"いとこ"にあたり、やはり新和歌集に8首の作品が残される歌人であった。